# Richard Böck
Pour les articles homonymes, voir Bock (homonymie).
Richard Böck, né le 2 avril 1906 à Francfort-sur-le-Main et mort le 13 mai 1973[réf. nécessaire], est un soldat allemand  SS au camp d'Auschwitz, et adjudant du commandant, SS-Obersturmbannführer.

## Biographie
Durant la Seconde Guerre mondiale, il était chauffeur à Auschwitz et membre des sentinelles du Bataillon de Garde.
Il devient célèbre internationalement lorsqu'il a témoigné de l'utilisation du Zyklon-B à la télévisé dans la série documentaire "The World at War". Dans son témoignage il décrit comment un ami de SS nommé Karl Hölblinger l'a accepté dans la zone de Sonderkommando d'Auschwitz où il devient témoin. Il décrit en détail avoir regardé plus de 1000 juifs dans les salles des douches souterraines d'une des chambres à gaz d'Auschwitz et le Zyklon-B versé d'une grille du toit. Il a vu un tas de corps entassés, ils ont été déplacés au crématoire par des juifs du Sonderkommando.
Le témoignage de Böck a soulevé des doutes quant à savoir s'il a effectivement assisté au gazage lui-même ou a raconté une histoire racontée par quelqu'un d'autre. L'argument principal contre la revendication de Böck est que la sécurité SS était composé de gazier et même les membres SS n'étaient pas autorisés à circuler dans le périmètre de l'action spécial qui impliquait les meurtres. Les historiens notent qu'il est très peu probable que Böck ait pu y aller avec un ami et il est encore moins probable qu'il aurait été autorisé dans les installations de gaz à témoigner personnellement du meurtre et de l'élimination des corps. Cependant, Karl Hölblinger a été identifié comme participant aux opérations de gazage et le témoignage d'autres témoins comme Hans Münch a confirmé que, à l'occasion, les SS ne vérifiaient pas les autorisations de ceux qui entrent et sortent du complexe. C'est particulièrement le cas en 1944 lorsque les SS ont accéléré rapidement leur programme de meurtre et ont tué des milliers de personnes par jour.
Après la Seconde Guerre mondiale, il n'est pas inculpé et s'est félicité d'avoir aidé les prisonniers juifs à survivre à Auschwitz. Dans les années 1970, il est devenu un survivant d'honneur d'Auschwitz reconnu par les Juifs et les autres survivants du camp.